# Sucesión entera
En matemáticas, una sucesión o secuencia entera es una sucesión (es decir, una lista ordenada) de números enteros.
Una sucesión entera puede especificarse explícitamente a través de una fórmula para sus n-ésimo términos, o implícitamente estableciendo una relación entre sus términos. Así por ejemplo:
- Una descripción implícita para la sucesión de Fibonacci 0, 1, 1, 2, 3, 5, 8, 13, … es la siguiente: «la sucesión es aquella que comienza con 0 y 1, y luego se van sumando dos números consecutivos para obtener el siguiente».
- Una descripción explícita para la sucesión 0, 3, 8, 15, … es la caracterización mediante la fórmula n2 - 1, para el n-ésimo término.

Alternativamente, una sucesión entera puede ser definida por una propiedad que poseen exclusivamente los miembros de la sucesión. Por ejemplo, podemos determinar si dado un entero, este es un número perfecto, incluso aunque no se conozca una fórmula para el n-ésimo miembro de su sucesión.